# Vandenesse

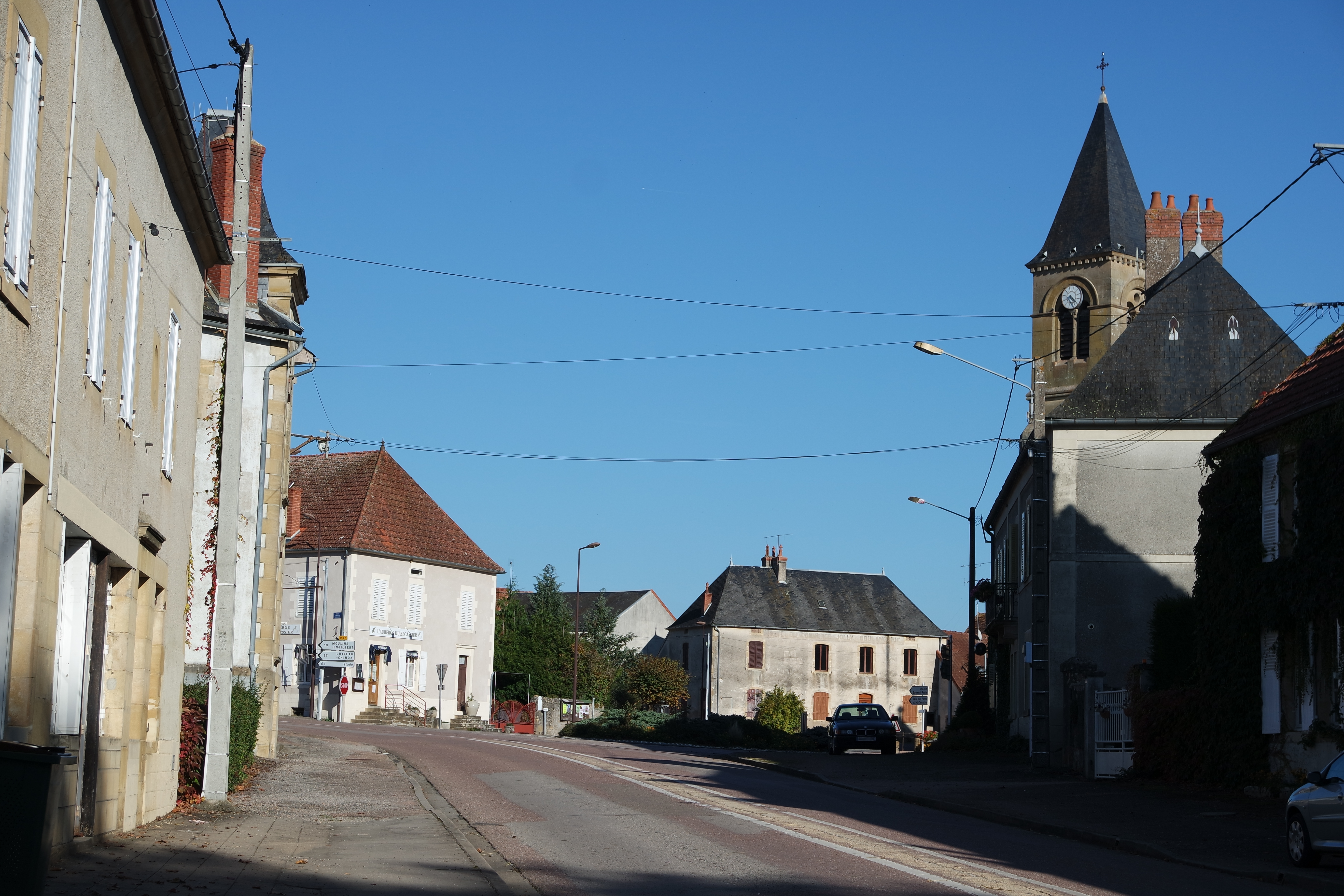
Vandenesse (2015)

 Vandenesse  ist eine französische Gemeinde mit 293 Einwohnern (Stand 1. Januar 2022) im  Département Nièvre in der Region Bourgogne-Franche-Comté. Sie gehört zum Arrondissement Château-Chinon (Ville) und zum Kanton Luzy (bis 2015: Moulins-Engilbert).

## Bevölkerungsentwicklung
| Jahr                       | 1962 | 1968 | 1975 | 1982 | 1990 | 1999 | 2008 |
| Einwohner                  | 492  | 581  | 514  | 396  | 345  | 344  | 347  |
| Quellen: Cassini und INSEE |      |      |      |      |      |      |      |

## Sehenswürdigkeiten
- Festes Haus Vandenesse (14. Jahrhundert, Monument historique)

## Persönlichkeiten
- Die Familie Talleyrand-Périgord war von 1781 bis 1883 Besitzer der Seigneurie Vandenesse
- Honoré de Balzac (1799–1850) gab in seiner Comédie humaine einigen Figuren den Namen Vandenesse: Charles de Vandenesse in La Femme de trente ans (1834), Félix de Vandenesse in Le Lys dans la vallée (1836) und Marie-Angélique de Vandenesse in Une fille d'Ève (1838).